# Пухувка
Пухувка (пол. Puchówka, нім. Wiesenfelde) — село в Польщі, у гміні Велички Олецького повіту Вармінсько-Мазурського воєводства.
Населення — 76 осіб (2011).
У 1975-1998 роках село належало до Сувальського воєводства.

## Демографія
Демографічна структура станом на 31 березня 2011 року:
|          | Загалом | Допрацездатний вік | Працездатний вік | Постпрацездатний вік |
| -------- | ------- | ------------------ | ---------------- | -------------------- |
| Чоловіки | 46      | 14                 | 27               | 5                    |
| Жінки    | 30      | 4                  | 20               | 6                    |
| Разом    | 76      | 18                 | 47               | 11                   |